# Maury (AOC)
Pour les articles homonymes, voir Maury.
Le maury est un vin d'appellation d'origine contrôlée produit sur les communes de Maury, Rasiguères, Saint-Paul-de-Fenouillet et Tautavel, au nord-ouest de Perpignan dans le département français des Pyrénées-Orientales, en région Occitanie.
Il est principalement connu comme vin doux naturel, mais il existe aussi un maury rouge en vin tranquille sec.

## Histoire

### Période médiévale
Des vestiges de fermes occupées par les Templiers dans un premier temps et par l'ordre des Chevaliers de Saint-Georges ensuite montrent l'intérêt suscité par ce terroir particulier pour la culture de la vigne.
Le maury fait partie des grands vins doux naturels dont l'origine remonterait au XIIIe siècle. En 1299, Arnaud de Villeneuve, médecin à la Cour du roi d'Aragon, professeur à la Faculté de médecine de Montpellier et alchimiste, connaissait déjà la distillation du vin pour produire de l'alcool. Cet « esprit de vin » mélangé à du moût en fermentation, arrêtait celle-ci et stabilisait le vin contenant encore des sucres non fermentés, obtenant ainsi un vin doux naturel.

### Période moderne
Pendant la Révolution française, cette région obtient des dérogations pour la culture de la vigne. Le premier cadastre, datant de 1820, indique la présence de 1 100 hectares de vigne sur la commune de Maury.
Maury est un terroir pour les vins doux naturels dont la spécificité a été reconnue dès 1872 par l'Assemblée nationale, qui leur attribue un statut particulier en leur octroyant des droits d'accises spéciaux (taxes sur l'alcool) en reconnaissance de leurs contraintes naturelles de production.

## Période contemporaine
Les vendanges 1906 avaient été désastreuses dans tout le Roussillon. Ce qui n'empêchaient pas la chute des cours du vin. Des familles vigneronnes se heurtaient à des difficultés financières telles qu'elles ne pouvaient plus payer l'impôt. Informé, le gouvernement donna ordre de faire intervenir les huissiers. Le village de Baixas fut le premier à se révolter au début de l'année 1907.
Le 18 février, il reçut le soutien de Marcelin Albert, qui envoya un télégramme à Georges Clemenceau. Quant à Joseph Tarrius, viticulteur et pharmacien à Baixas, il fait parvenir au gouvernement une pétition signée des habitants du village. Il y est précisé que le seul impôt que les contribuables puissent encore payer est celui du sang. Alors que les défilés de protestations s'étaient multipliés dans les villes et villages, préfectures et sous-préfectures accueillirent les manifestations viticoles. Le 19 mai, à Perpignan 170 à 200 000 personnes défilent dans la ville. La manifestation se déroule sans incidents graves,.

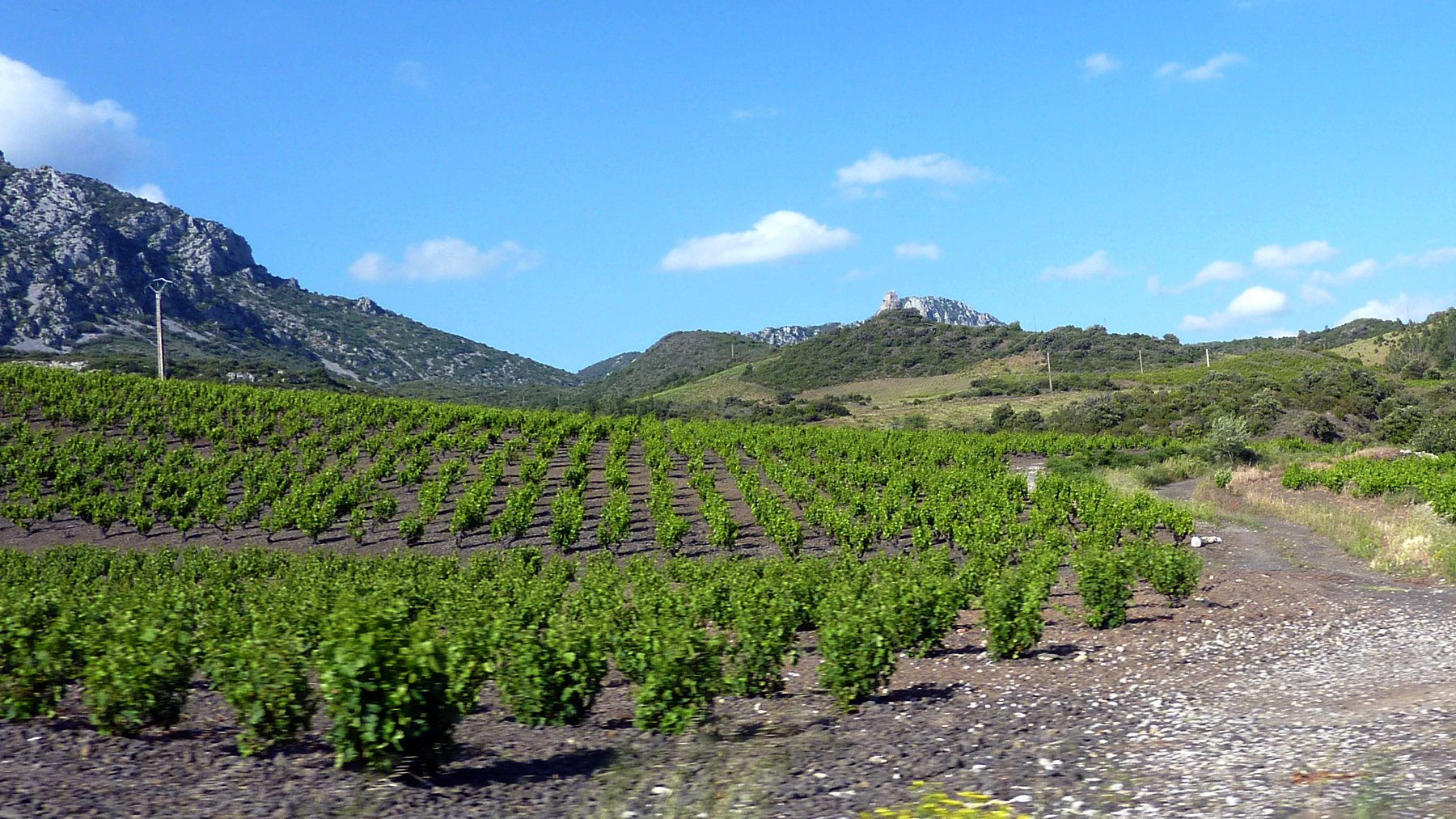
Vignoble de Maury
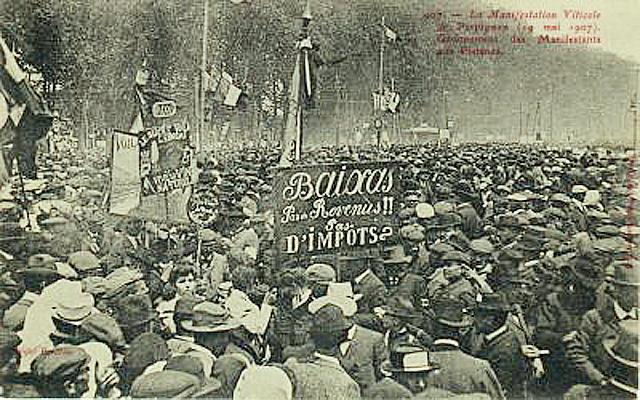
Regroupement des manifestants aux Platanes
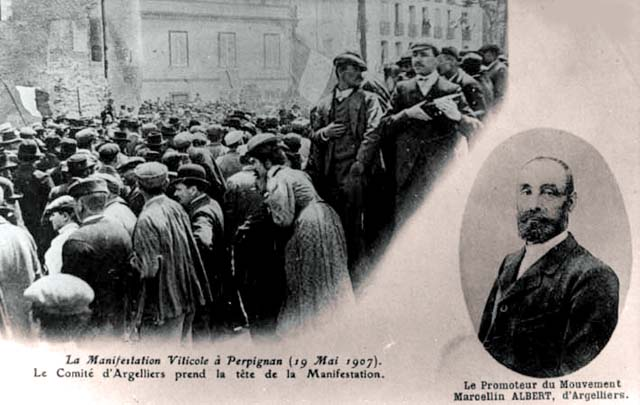
Le comité d'Argeliers prend la tête de la manifestation
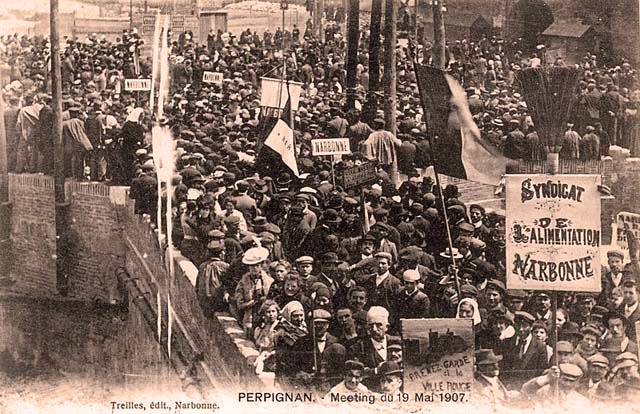
À Perpignan, les commerçants aux côtés des viticulteurs
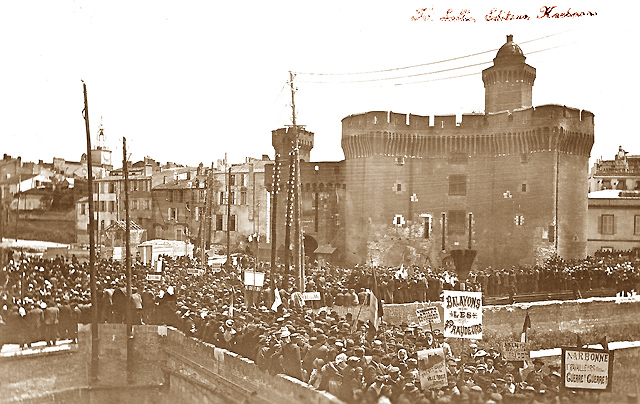
Les manifestants devant le Castillet

Dans les départements du Gard, de l'Hérault, de l'Aude et des Pyrénées-Orientales, les conseils municipaux démissionnent collectivement - il y en aura jusqu'à 600 - certains appellent à la grève de l'impôt. La situation devient de plus en plus tendue, les viticulteurs furieux attaquent perceptions, préfectures et sous-préfectures. Le 20 juin, la tension monte encore. À Perpignan, la préfecture est pillée et incendiée. Le préfet David Dautresme doit se réfugier sur le toit.
Maury accède à l'appellation d'origine contrôlée le 6 août 1936.

## Situation géographique

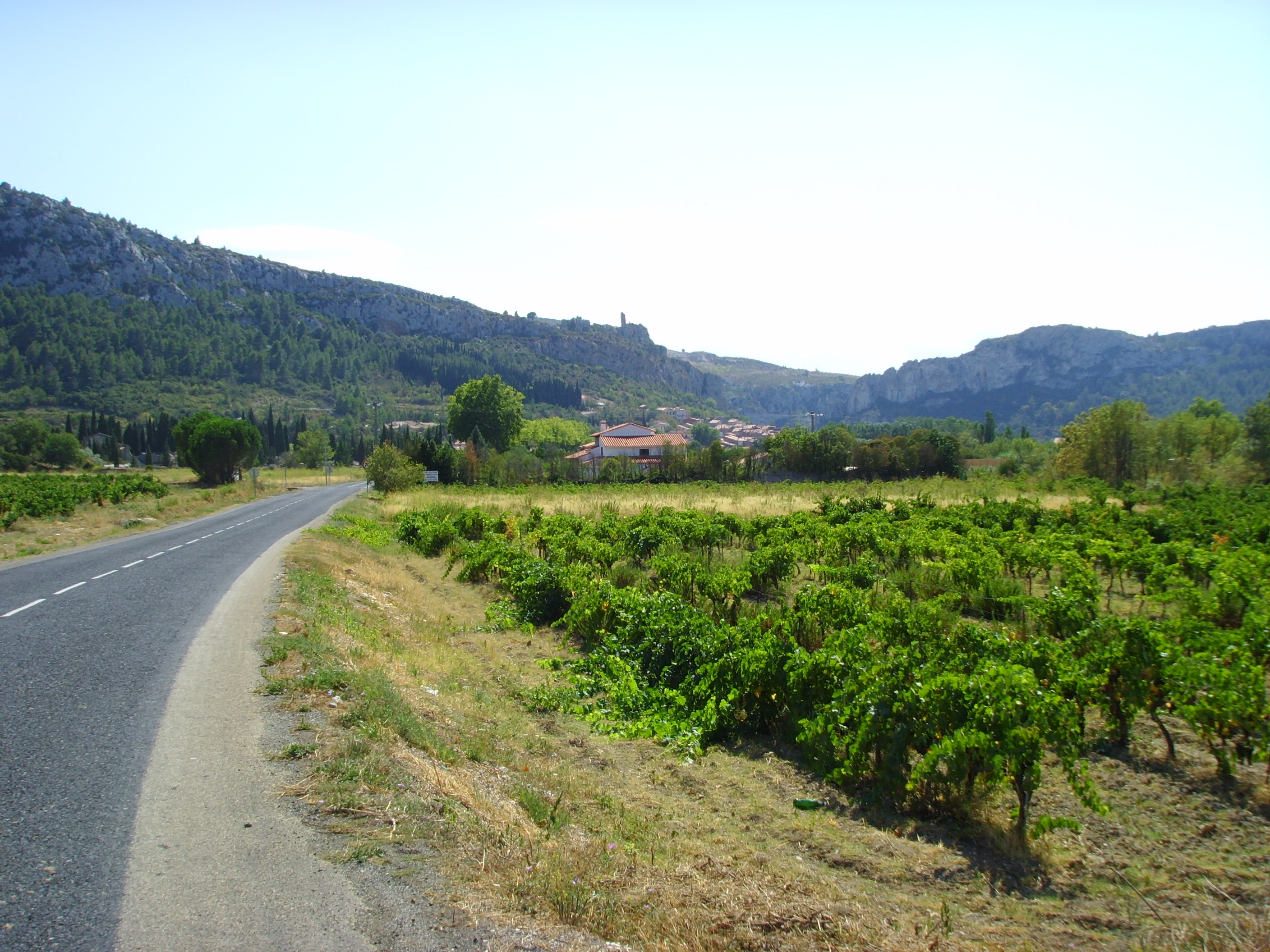
Vignoble de Maury sur la commune de Tautavel

Les vins de Maury sont issus d'un petit vignoble de 17 km de longueur sur 3 km de largeur abrité au nord par les Corbières catalanes et au sud par les contreforts des Pyrénées, dominé par la forteresse de Quéribus : communes de Maury, Tautavel, Saint-Paul-de-Fenouillet et Rasiguères.

### Géologie
- Schistes noirs de l'aptien non-métamorphiques et souvent décomposés sur Maury, calcaires sur le piémont des Corbières.

## Vignoble
Sur les 328 hectares déclarés en production, 174 sont utilisés pour produire du rouge sec, 134 pour du VDN grenat ou tuilé et 20 pour du VDN blanc ou ambré

### Encépagement
Les maury rouges sont issus principalement du grenache N, complété par le grenache blanc B, le grenache gris G et accessoirement le carignan N, le macabeu B et la syrah N.
Les maury blancs sont issus principalement du grenache blanc B, du grenache gris G, du macabeu B, du tourbat B (dénommé localement malvoisie du Roussillon), accessoirement par du muscat à petits grains blancs B et du muscat d'Alexandrie B (dénommé localement muscat romain).

### Rendements
Le rendement est de 30 hl par hectare (maximum de 40 hl/ha autorisé par l'appellation, mais seulement 30 ha peuvent être mutés).

### Vinification

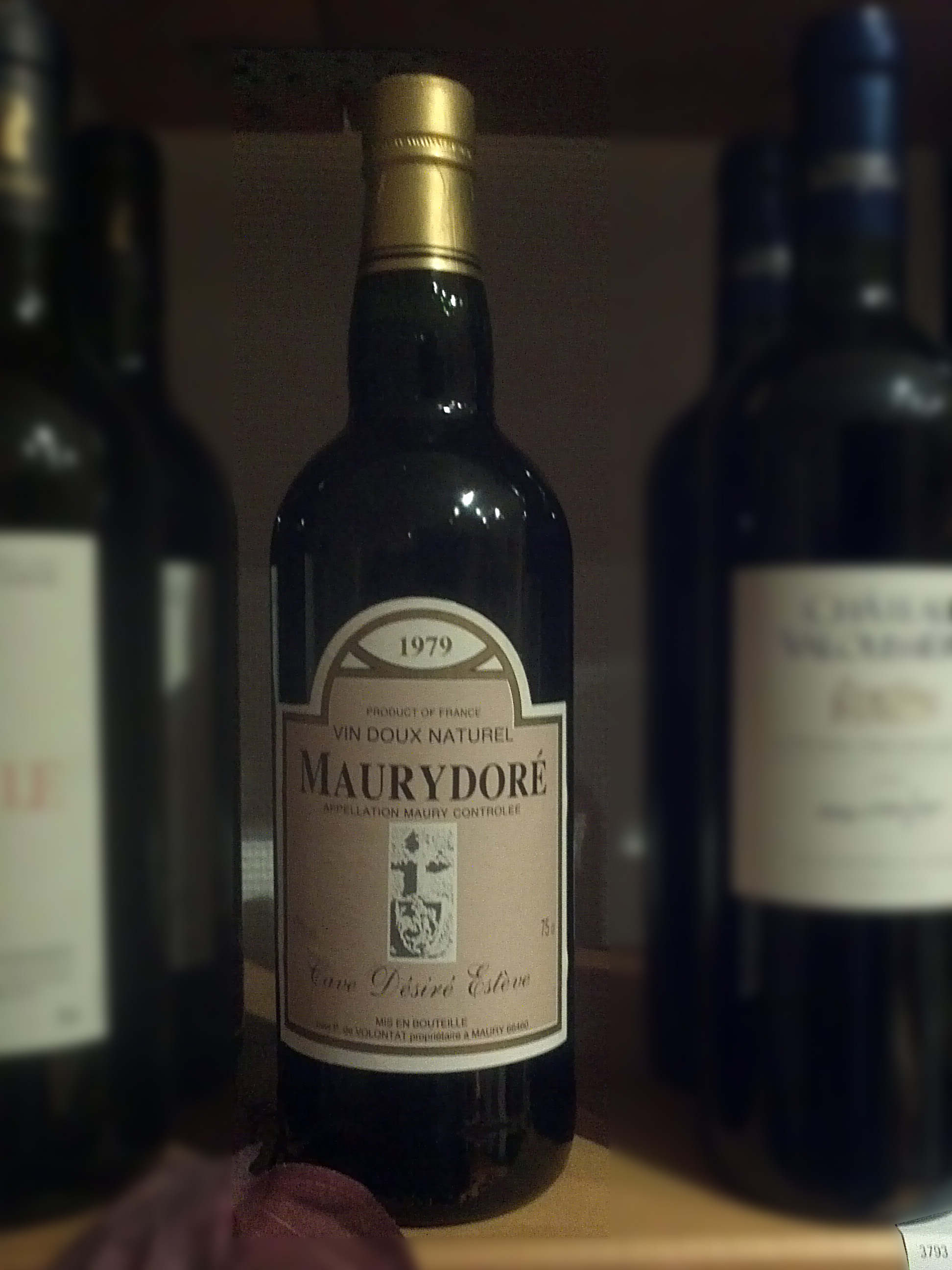
Maurydoré, Cave Désiré Estève, 1979

Le maury rouge est obtenu par mutage sur grain en cours de fermentation. Les vins blancs par mutage sur moût (sur jus)
Les vins sont obtenus à partir de moûts présentant une richesse naturelle minimale en sucres de 252 grammes par litre.
Le mutage est réalisé par apport d'alcool neutre vinique titrant au minimum 96 % vol., dans la limite, évaluée en alcool pur, de 5 % minimum et 10 % maximum du volume du moût mis en œuvre.
L'opération de mutage est effectuée avant le 31 décembre de l'année de la récolte.

## Vins

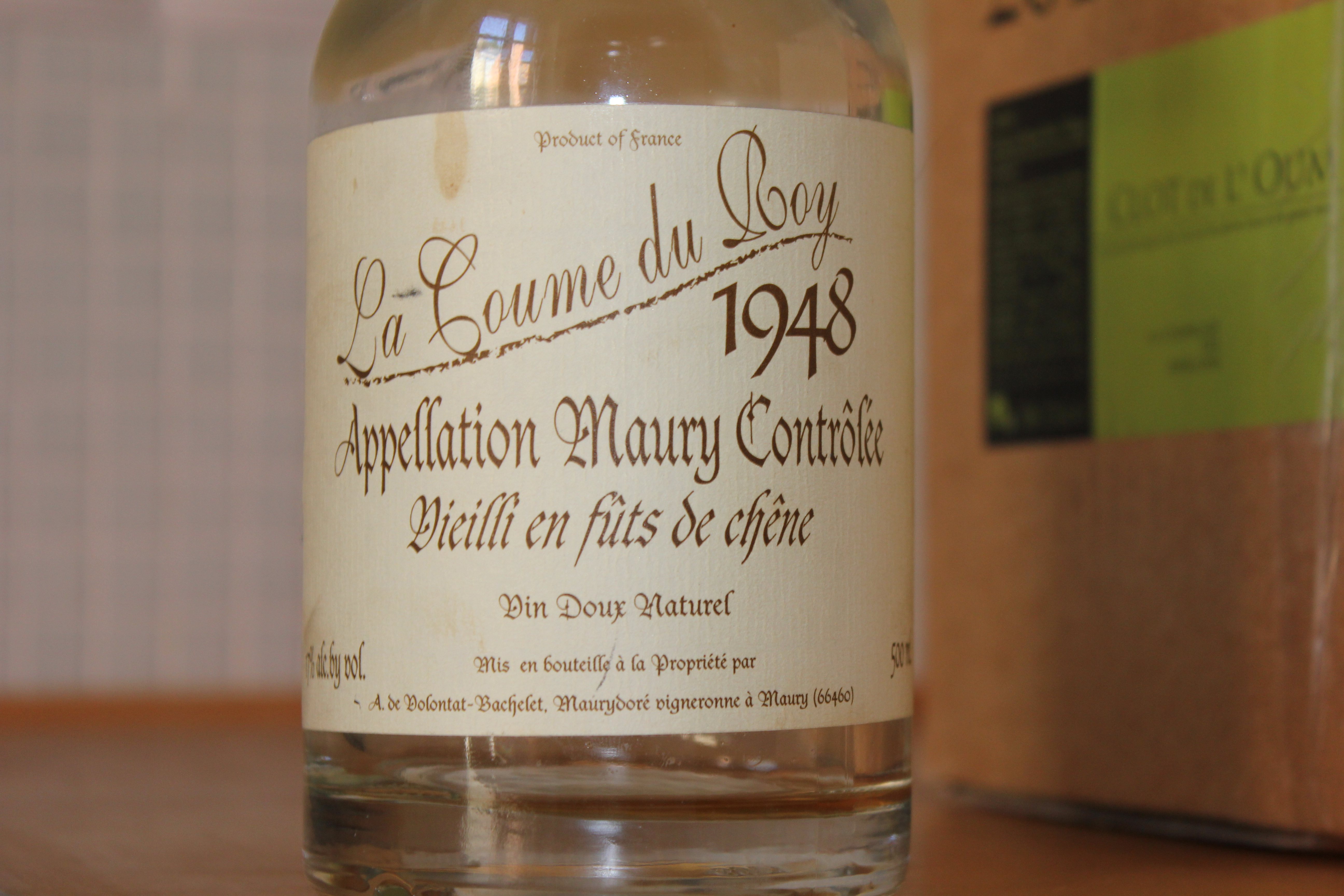
Une bouteille de vin doux naturel datant de 1948 de la région viticole française de Maury dans la région viticole du Languedoc-Roussillon.

Le volume produit en 2023 a été de 3 901 hectolitres de rouge sec, 2 241 hl de VDN grenat ou tuilé et de 307 hl de VDN blanc ou ambré.
Comparable au banyuls, le VDN de Maury est cependant plus tannique et plus robuste. Du fait de leur mutage en cours de fermentation, les vins conservent une bonne partie de leurs sucres naturels et peuvent atteindre un degré d'alcool compris entre 15 et 18 degrés au maximum (normes légales).
Le maury (vin sec) a obtenu l'AOC à partir du millésime 2011. Selon le site des Vins du Roussillon : « Sombres, riches, puissants et très aromatiques, les Maury Secs se caractérisent par des notes de fruits noirs et garrigue. Ils se distinguent en bouche par un beau volume et un bel enrobage de tanins confortés par une période minimale d’élevage. Leur bonne structure et l’équilibre dont ils témoignent leur assurent un très bon vieillissement ».

## Sources